# Nicolae Popescu (pictor)
Nicolae Popescu (n. 6 octombrie 1835, Zorlențu Mare, Comitatul Caraș⁠(d), Ungaria Regală, Imperiul Austriac – d. 24 decembrie 1877, Lugoj, Severin⁠(d), Austro-Ungaria) a fost un pictor realist român din Banat.

## Biografie

### Anii timpurii
Nicolae Popescu s-a născut în 6 octombrie 1835, în Comuna Zorlențu Mare, Caraș-Severin, în familia unor țărani săraci. Tatăl său a fost iconar, în stilul rudimentar al zugravilor rustici ai acelei epoci. Cum meșteșugul de iconar se moștenea din tată în fiu, micul Nicolae și-a exprimat de timpuriu talentul artistic într-un mediu unde vedea în fiecare zi ustensilele meseriei. Preotul satului Lazăr Țiapu a fost primul care a văzut în Nicolae artistul de mai târziu. Nicolae a rămas orfan încă de la vârsta de 14 ani, moment în care Lazăr l-a luat în îngrijire. Ca urmare, în anul 1849, Țiapu l-a trimis să studieze pictura la Mihai Velceleanu, în atelierul lui de la Bocșa. Aici a lucrat timp de doi ani, probabil până la decesul protectorului său. Dacă de la Velceleanu, Nicolae nu a prea avut ce învăța, el a plecat de la Bocșa la atelierul lui Mihai Popovici de la Oravița, un artist mai mult decât neînsemnat, în opinia lui Ion Frunzetti. Nu a poposit prea mult nici la Oravița și a plecat la Budapesta. Nu se știe nici astăzi dacă la Budapesta s-a înscris la vreo școală sau a lucrat în atelierul vreunui alt artist. Ce se știe cu precizie, este că s-a înscris oficial, în anul 1860, la Academia de Artă din Viena.

### Studii la Viena
Din perioada cât a studiat la Viena au rămas până în contemporaneitate o serie de studii care relevă criticii de artă o disciplină academică și un talent demn de luat în seamă. Așa sunt Efebul datat Vien 13 Junie 861, cretă albă și neagră pe hârtie, studiile după sculpturi în stil neogotic, Capul statuii-consolă, cu șnur la gâtul cămășii medievale și tichie, trei desene ca Tânărul în costum de epocă (1862). La Muzeul Banatului există și o serie de studii după mulaje antice și după modele vii realizate și datate la Viena între anii 1860 - 1864. O parte din ele au fost publicate de Ioachim Miloia în Date și documente privitoare la N. Popescu și apoi în Analele Banatului, anul 11, ianuarie - iunie, 1929, nr. 2, pag. 7 - 40.
La Viena nu a realizat numai studii impuse de academie. Elocvent este Capul de copil blond cu pălărie și haine nemțești. Se poate vedea în această lucrare contrastul dintre seriozitatea hainelor și „... ingeniozitatea delicioasă a figurii”. Tot în această perioadă, Nicolae Popescu a făcut și două dintre marile sale portrete: Călugărul capucin și Portretul unui necunoscut cu beretă neagră în patru colțuri.

### Călătorii la Roma și reveniri acasă
După Viena, cu ajutorul unei burse obținute de la familia bănățeană a lui Alexandru Mocioni, Popescu a plecat la studii în Roma. Pregătindu-și plecarea, Popescu a zăbovit o vreme în Oradea Mare preocupat fiind de realizarea unor portrete ale canonicilor din preajma lui Iosif Pop Silaghi, episcop unit care i-a pozat și el în vederea obținerii unei lucrări. Istoricul Ion Frunzetti a opinat că Silaghi nu ar fi fost străin de modul cum și-ar fi obținut Popescu finanțarea călătoriei de studii în capitala Italiei. Există o mențiune documentară a lui Iosif Vulcan într-un articol de presă în care se spune că:
„... Publicațiunea Stipendieloru și ajutoreloru Mocioniani pe anul școlar 1864/1865 număril 33/m în Rom'a Dlu pictore academicu Nic. Popescu d'in sum'a de 909 fl. ce i s'a aplacidatu începîndu de la 1Maiu a.p. pentru îndelunga perfeptinare în artea sa pînă acum 245 fl.”
Suma pe care a primit-o ca finanțare a studiilor la Roma era una considerabilă pentru acele vremuri. Istoricul Ion Frunzetti a afirmat că Popescu s-ar fi înscris la Academia di San Luca. În anul 1867, Nicolae Popescu a revenit la Roma, moment în care s-a căsătorit cu Paulina Fernezi sau Farniati. Popescu a rămas până în anul 1870 la Roma, aici pictând și comenzile pe care le-a obținut în țară, așa cum au fost icoanele pentru iconostasurile bisericilor din Banat. După cum a relatat Aurel Cosma, artistul ar fi înregistrat la Roma succese notabile. Fără să ofere sursa informațiilor sale, Cosma a pomenit despre un tablou pe care Popescu l-ar fi vândut Papei Pius al IX-lea pentru o sumă exorbitantă în acea epocă, de 30.000 de lire.
În anul 1870, artistul român și-a luat soția și cei doi copii și s-a întors acasă, în Zorlențul Mare. A lucrat aproape trei ani la Seleuș, până la sfârșitul anului 1872, decorând biserica din localitate pentru suma de 10.000 de florini. Lucrările de la Seleuș au fost terminate în ziua de 15 septembrie 1872. Cum mediul artistic din Banat era unul mai mult decât modest, Nicolae Popescu s-a văzut pus în situația de a deveni zugrav de biserici, chiar dacă avea o erudiție în pictură, obținută prin studii la Viena și Roma. A fost nevoit să organizeze mai multe loterii pentru a putea vinde unele dintre lucrările pe care le-a făcut la Roma. Ca exemplu este o pictură care înfățișa un cerșetor cărunt, pentru care a emis un număr de 450 de lozuri.
Nicolae Popescu a revenit la Roma în iarna anului 1873. Aici a fost vizitat de mai mulți profesori de la Academia de Belle Arte și de la Universitate. Au fost și alți iubitori de artă care au ținut să-i viziteze atelierul. Un ziar italian a publicat un articol despre artistul român.
În primăvara anului 1874, artistul a sosit acasă ca urmare a unui contract de zugrăvire a unei biserici din Târgu Jiu. Lucrările au fost realizate pe tot parcursul lui 1874, împreună cu Zaharia Achimescu, un pictor bănățean din Caransebeș.
Nicolae Popescu a lucrat iconostasul bisericii din Pesac la Roma în anul 1876. După terminarea lucrărilor de la Pesac, pictorul s-a stabilit la Lugoj și nu a mai fost tentat să plece la Roma care, după cum s-a constatat, devenise a doua casă a sa.

## Opera

### Grafică și Pictură de șevalet
La Oradea Mare, în anul 1864, Nicolae Popescu a realizat un proiect de compoziție ce induce ideea unirii tuturor provinciilor românești. Ioachim Miloia a publicat lucrarea în anul 1929 și a comentat-o spunând că ea face apologia unirii Principatelor române. Lucrarea are în prim-plan un grup de personaje, din care două principale, care simbolizează Muntenia și Moldova, și trei secundare care pot fi asimilate celor trei provincii Bucovina, Ardealul și Banatul, ce aparțineau Imperiului Austriac. Trei îngeri afișează lozinci, unul în stânga cu Unire eternă și doi în dreapta cu Grăbiți la Unire. În dreapta este figurat un bărbat pe care Miloia l-a asimilat lui Mihai Viteazul și pe fundal apare un grup de țărani români. Ion Frunzetti a calificat compoziția ca fiind una plină de naivități, dând ca exemplu perechile de păsări care se sărută, printre ramurile unui copac schițat destul de sumar, sau simbolurile finanțelor și culturii sub care stau inscripții ca Toate sunt aicea și Acestea să le punem la un loc pe toate. Compoziția se păstrează astăzi la Muzeul Banatului și ea are și o variantă în care personajele centrale nu-și dau mâna, ci se îmbrățișează.
La Roma a făcut lucrări ca Sfânta familie în templu (neterminată), un peisaj ci stejari, un cap de bătrân cu barbă ce pare a fi o copie după vreun maestru al Renașterii, un bărbat gol șezând, trei desene cu bărbați în costume de epocă, un cap de femeie copiat după Rafael și o compoziție de mari dimensiuni neterminată și o variantă a ei. Compoziția are figurate mai multe personaje dintre care doar câteva sunt definitivate, restul doar conturate în desen. Ion Frunzetti a comentat lucrarea ca fiind un exemplu în ce privește modul de creație al artistului care presupunea realizarea secvențială, pe rând, a tuturor personajelor.
Nicolae Popescu s-a ocupat, o dată cu sosirea sa la Roma, de realizarea grafică a tuturor scenelor existente pe Columna lui Traian, dorind să facă un album cu care să-l recompenseze pe binefăcătorul său Alexandru Mocioni. Ca urmare, în anul 1867 l-a rugat pe redactorul Revistei Familia, Iosif Vulcan, să-i publice o scrisoare a intențiilor sale de student și să înceapă un demers de litografiere a desenelor, pe care le-a făcut la Roma, pentru popularizarea lor în Ardeal, la un preț mult mai mic decât cel al unei fotografii al cărei cost se ridica la cincizeci de crăițari. Astfel, Iosif Vulcan i-a publicat și următoarea scrisoare în care Popescu a explicat că cercetările le-a făcut la Muzeul San Giovanni in Laterano folosind mulajele din ghips turnate la ordinul lui Napoleon al III-lea. În plus, I. Vulcan a publicat și o cronică la rubrica Literatură și artă. În această cronică se anunță că se va întoarce din nou la Roma.

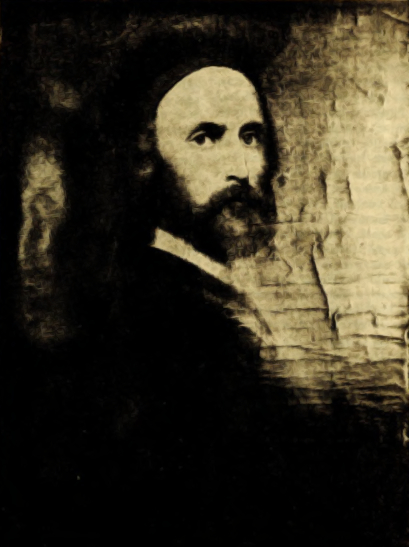
Portretul unui necunoscut cu beretă neagră
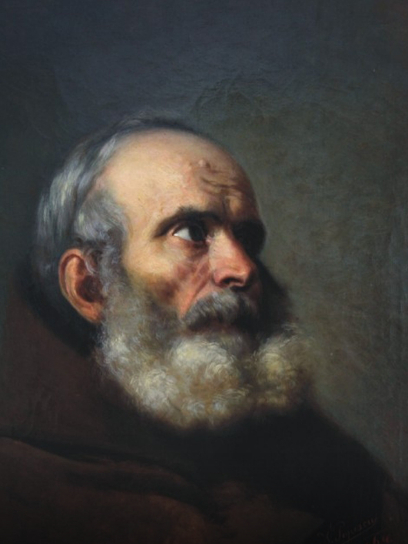
Călugăr capucin
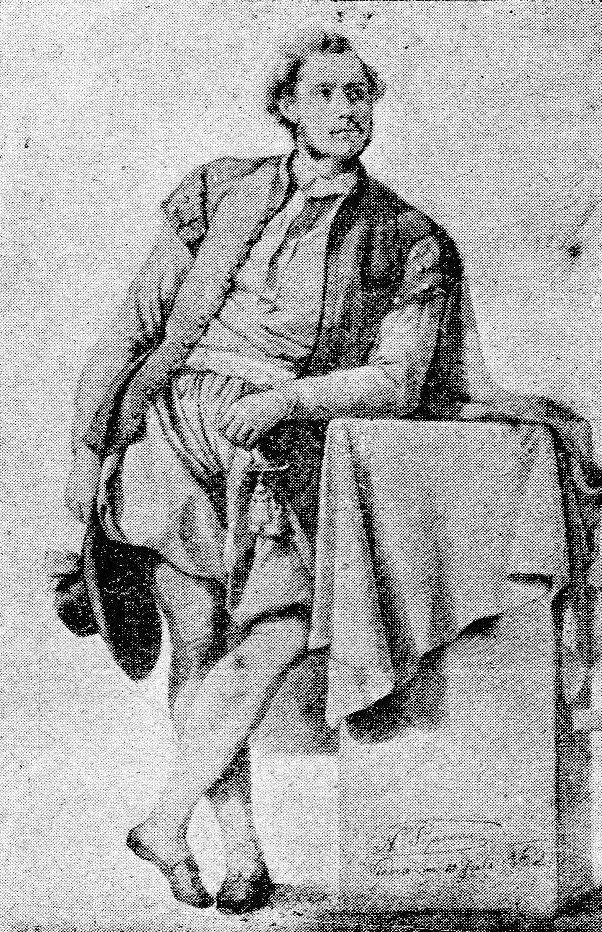
Tânăr în costum de epocă
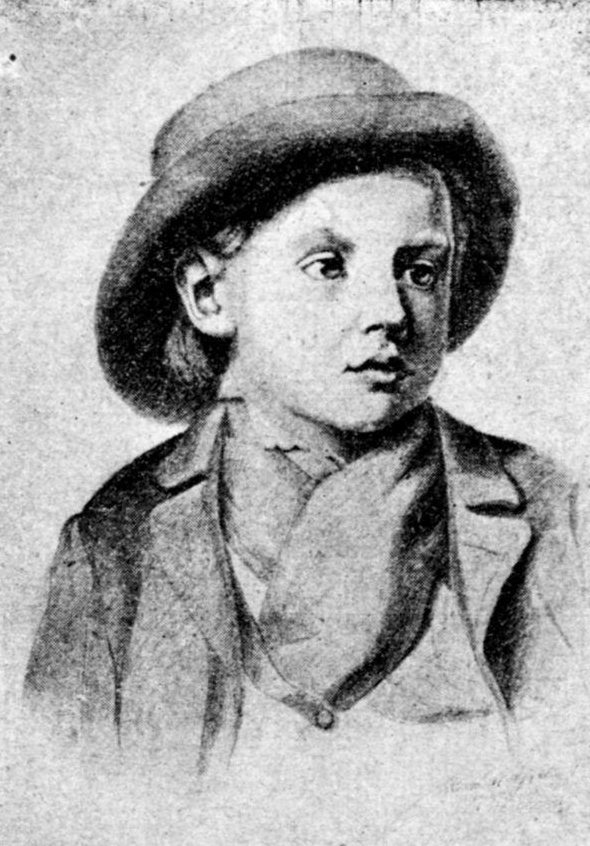
Cap de copil blond cu pălărie și haine nemțești
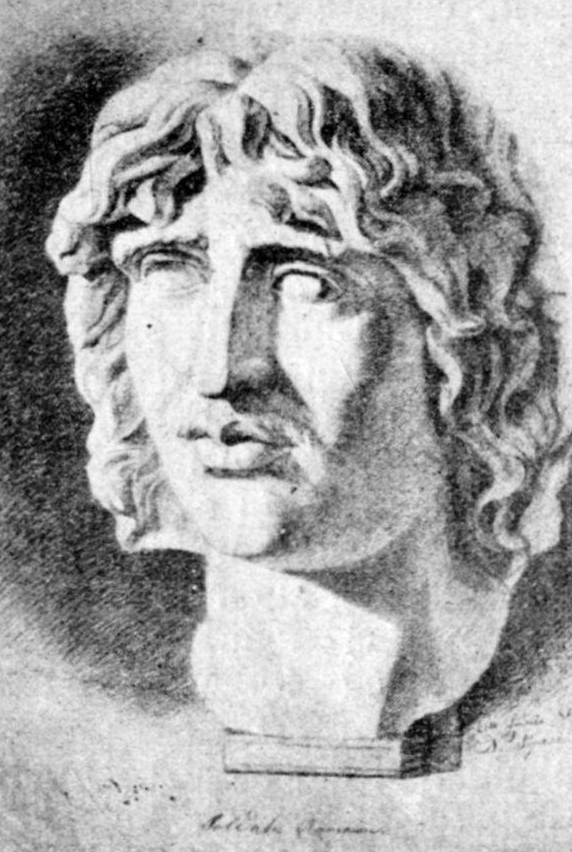
Studiu... (1)
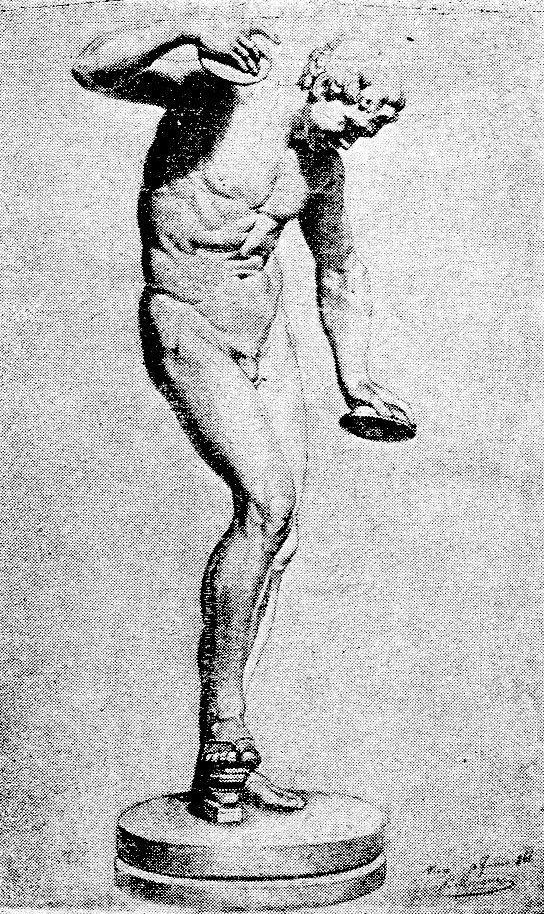
... (2)
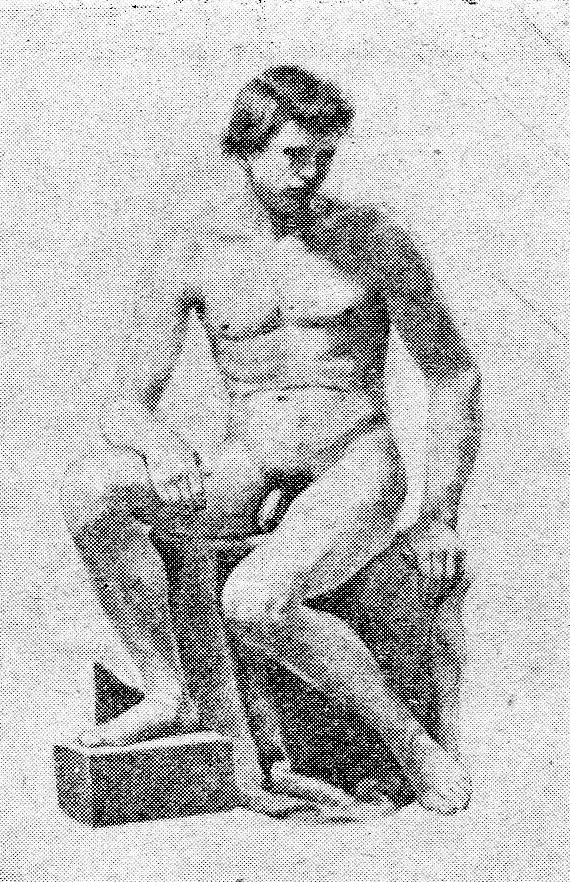
... (3)

### Pictură religioasă
Nicolae Popescu a pictat următoarele edificii religioase:
- 1870 - 1872 -- biserica din Seleuș, Banatul de Sud;[13]
- 1874 -- o biserică din Târgu Jiu;[17]
- 1876 - 1877 -- biserica ortodoxă din Pesac, de lângă Lugoj, în stil baroc în ulei.[17] Pe unele din icoanele iconostasului se regăsește semnătura artistului Nicolae Popescu, Roma 876. Iconostasul a fost lucrat la Roma, acolo unde Popescu avea o locuință permanentă pe Vicolo degli Spagnoli 29.[17][27] Restaurări ale picturii au avut loc în anii: 1903, 1926, 1959, 1994-1995.[28]

Pictură religioasă realizată de Nicolae Popescu, în 1872, la biserica din Seleuș, Banatul de Sud
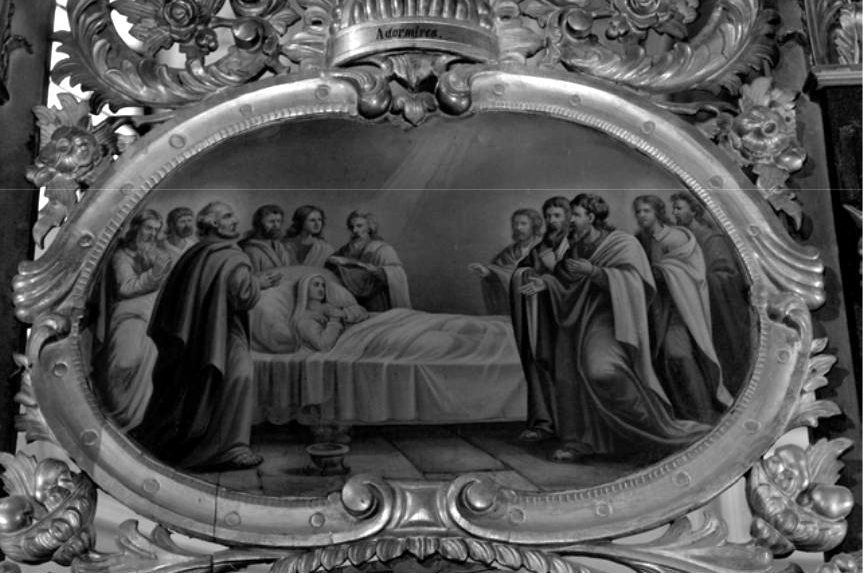
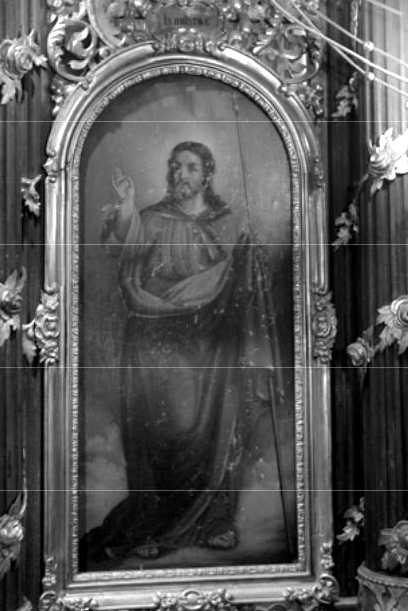
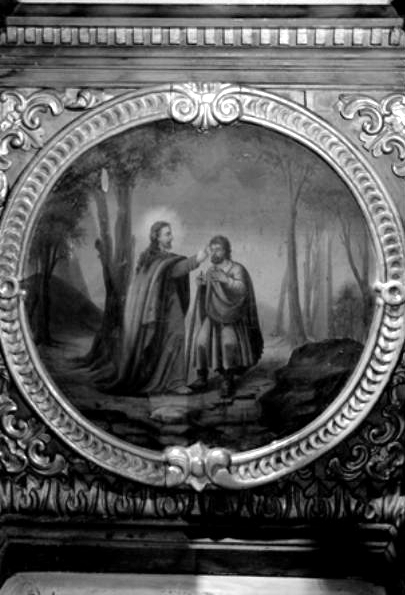
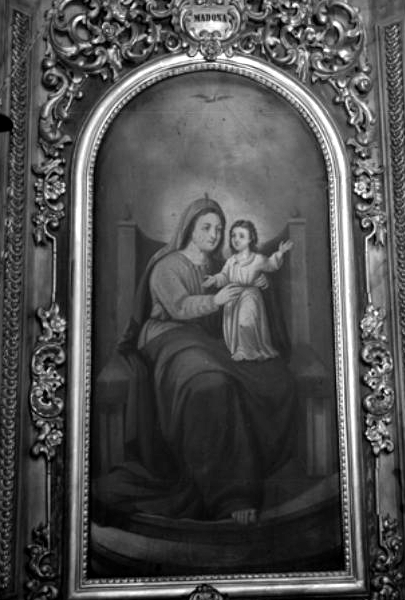
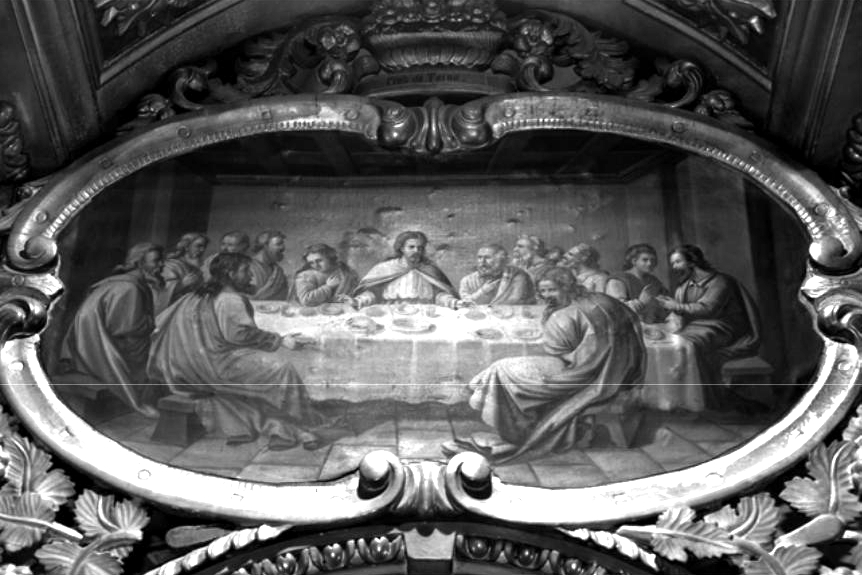